# Municipio de Courtland (Minnesota)
El municipio de Courtland (en inglés: Courtland Township) es un municipio ubicado en el condado de Nicollet en el estado estadounidense de Minnesota. En el año 2010 tenía una población de 630 habitantes y una densidad poblacional de 5,78 personas por km².

## Geografía
El municipio de Courtland se encuentra ubicado en las coordenadas 44°17′22″N 94°18′58″O / 44.28944, -94.31611. Según la Oficina del Censo de los Estados Unidos, el municipio tiene una superficie total de 109.06 km², de la cual 94,76 km² corresponden a tierra firme y (13,11 %) 14,3 km² es agua.

## Demografía
Según el censo de 2010, había 630 personas residiendo en el municipio de Courtland. La densidad de población era de 5,78 hab./km². De los 630 habitantes, el municipio de Courtland estaba compuesto por el 97,78 % blancos, el 0,63 % eran asiáticos, el 0,95 % eran de otras razas y el 0,63 % eran de una mezcla de razas. Del total de la población el 1,75 % eran hispanos o latinos de cualquier raza.